# Кућа Милице Ивановић
Кућа Милице Ивановић је грађевина која је саграђена у 19. веку. С обзиром да представља значајну историјску грађевину, проглашена је непокретним културним добром Републике Србије. Налази се у Трстенику, под заштитом је Завода за заштиту споменика културе Краљево.

## Историја
Кућа породице Ивановић је саграђена у 19. веку у оквиру старе трстеничке чаршије. Грађена је на каменим темељима, бондручном конструкцијом са испуном од чатме. Четвороводна дрвена кровна конструкција је била покривена ћерамидом над којом су се уздизали зидани димњаци. На објекту је био саграђен дрвени доксат који је имао двојну функцију, задовољење стамбене потребе и естетску јер је садржавао велики број декоративних елемената. Испод доксата је био улаз у камено зидани подрум. Кућа је поседовала изузетно обрађену столарију, капке на доксату и заштитну дрвену ограду, адаптацијом почетком 21. века у потпуности је изгубио споменичка својства. У централни регистар је уписана 29. октобра 1990. под бројем СК 910, а у регистар Завода за заштиту споменика културе Краљево 2. августа 1990. под бројем СК 216.